# Yamaha FZ 750
La Yamaha FZ750 è una motocicletta prodotta dalla casa motociclistica giapponese Yamaha dal 1985 al 1991.

## Profilo e contesto
Presentato all'IFMA di Colonia nell'autunno del 1984 e introdotta sul mercato nel 1985, la FZ750 era una moto sportiva di medio-alta cilindrata, dotata del motore a quattro cilindri in linea da 750 cm³ con distribuzione bialbero a cinque valvole, tre valvole di aspirazione e due di scarico per cilindro per un totale di 20 valvole.
Il motore, inclinato in avanti di 45 gradi per abbassare il baricentro e bilanciare le masse tra avantreno e retrotreno, era dotato di un sistema di aspirazione con airbox posto sotto il manubrio, per far si che il motore ricevesse il maggior quantitativo di aria fresca possibile. Ad alimentarlo vi erano dei carburatori Mikuni da 34 mm.
La moto era costruita attorno ad un doppio telaio tubolare d'acciaio con travi imbullonate. La ruota anteriore, che misurava 16 pollici con dimensione dello pneumatico 120/80, era montata su una forcella telescopica con steli da 39 mm, mentre al posteriore vi era un cerchio da 18 pollici con dimensione dello pneumatico 130/80 montato su un forcellone a due bracci. L'FZ 750 aveva un sistema frenante composto da un doppio disco autoventilante all'anteriore e uno singolo al posteriore.